# Club Deportivo Imperio
El Club Deportivo Imperio es un equipo de fútbol, Fundado el 8 de junio de 1918, juega en la Liga Amateur de Jalisco, liga de más de cien años de existencia y que tiene como sede el barrio de La Experiencia en Zapopan, Jalisco.

## Historia
A mediados del Siglo XIX en la región del Valle de Atemajac surgieron un número de fábricas de hilados y tejidos que se asentaron principalmente en las ciudades de La Experiencia y de El Salto. Al iniciar sus operaciones llegaron un gran número de personas buscando trabajo, estos grupos de familias provenían de distintos lugares como Los Altos, Jalisco y el Sur de Zacatecas asentándose pronto en la región por las facilidades de vivienda que se les otorgó.
Así mismo se realizó una promoción deportiva constante motivando al entrenamiento y esparcimiento de los trabajadores, los cuales tomaron su tiempo libre para practicar varios deportes siendo el más popular el llamado fútbol asociación, así es como surge el Club Deportivo Imperio, el 8 de junio de 1918, el cual fue apoyado por los gerentes de las fábricas establecidas. El Club se dedicó a participar siempre de manera amateur en las distintas categorías de la entonces Liga Occidental, convirtiéndose pronto en un gran semillero de talentos futbolísticos.
El caso del Club Imperio es algo muy particular en la historia del fútbol mundial; es un pueblo que ha producido cerca de 200 jugadores que han participado en el fútbol profesional, además como dato curioso en el Mundial de Suecia en 1958, de los once titulares de la Selección de fútbol de México, cuatro habían surgido de las fuerzas básicas de los azules del Club Imperio: José "Jamaicón" Villegas, José "Chepe" Naranjo, Raúl "Pina" Arellano y Alfredo "Pistache" Torres.

## Actualidad
En la actualidad el Club Deportivo Imperio sigue existiendo como club social y de carácter amateur, jugando en la LIGA MAYOR de la Asociación De Futbol Del Estado De Jalisco, A. C.